# 曼代斯區
35°38′59″N 0°51′43″E / 35.64972°N 0.86194°E
曼代斯區（阿拉伯语：دائرة منداس），是阿爾及利亞的行政區，位於該國西北部，由埃利贊省負責管轄，首府設於曼代斯，面積632平方公里，2008年人口30,119人，人口密度每平方公里48人。